# Tőrösdarazsak
A tőrösdarazsak (Scoliidae) egy világszerte 560 fajt tartalmazó család. Általában feketék, gyakran sárga vagy narancssárga mintával. A szárnyaik vége jellegzetesen redőzött. A hímek karcsúbbak, hosszúkásabbak, mint a nőstények és csápjuk is lényegesen hosszabb. 

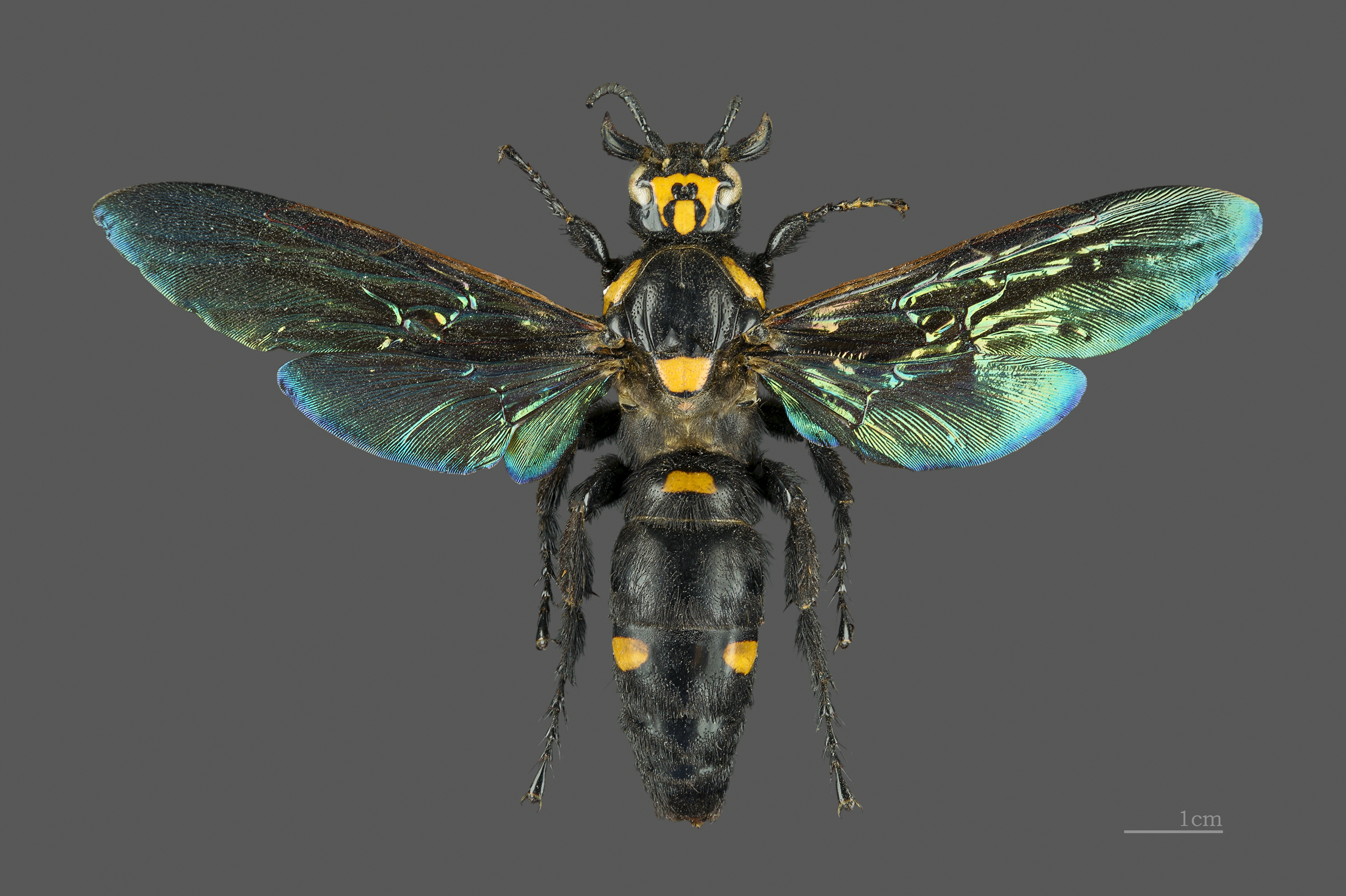
Megascolia procer, Indonézia

A tőrösdarazsak magányos életmódot folytató rovarok, melyek a ganajtúrófélék lárváinak élősködői. A nőstények a földben ásva keresik meg a lárvákat, majd szúrásukkal megbénítják őket. Néhány fajuk a bénult lárvát egy erre a célra kiásott üregbe helyezi, majd rárak egy petét. A tőrösdarazsaknak fontos szerepe van a biológiai védekezésben, mivel sok fajuk kártevő bogarak lárváján élősködik. A hím példányok a területükön járőröznek, készen arra, hogy párosodjanak a földből kikelő nőstényekkel. A felnőtt darazsak késő nyáron egyes vadvirágok beporzásában is szerepet kapnak.